# The Runaways (álbum)
The Runaways es el álbum debut homónimo de la banda femenina heavy metal estadounidense The Runaways, lanzado el 16 de marzo de 1976. Lanzado en el mismo día, su canción más conocida es Cherry Bomb.

## Lista de canciones
| Lado A |                       |                          |               |          |  |
| N.º    | Título                | Escritor(es)             | Vocales por   | Duración |  |
| 1.     | «Cherry Bomb»         | Joan Jett, Kim Fowley    | Cherie Currie | 2:18     |  |
| 2.     | «You Drive Me Wild»   | Jett                     | Jett          | 3:22     |  |
| 3.     | «Is It Day or Night?» | Fowley                   | Currie        | 2:45     |  |
| 4.     | «Thunder»             | Mark Anthony, Kari Krome | Currie        | 2:31     |  |
| 5.     | «Rock & Roll»         | Lou Reed                 | Jett          | 3:17     |  |

| Lado B |                    |                                      |                 |          |  |
| N.º    | Título             | Escritor(es)                         | Vocales por     | Duración |  |
| 6.     | «Lovers»           | Jett, Fowley                         | Jett            | 2:09     |  |
| 7.     | «American Nights»  | Anthony, Fowley                      | Currie          | 3:15     |  |
| 8.     | «Blackmail»        | Jett, Fowley                         | Jett            | 2:41     |  |
| 9.     | «Secrets»          | Currie, Fowley, Krome, Sandy West    | Currie          | 2:43     |  |
| 10.    | «Dead End Justice» | Scott Anderson, Currie, Fowley, Jett | Jett and Currie | 7:01     |  |